# 埃索美拉唑

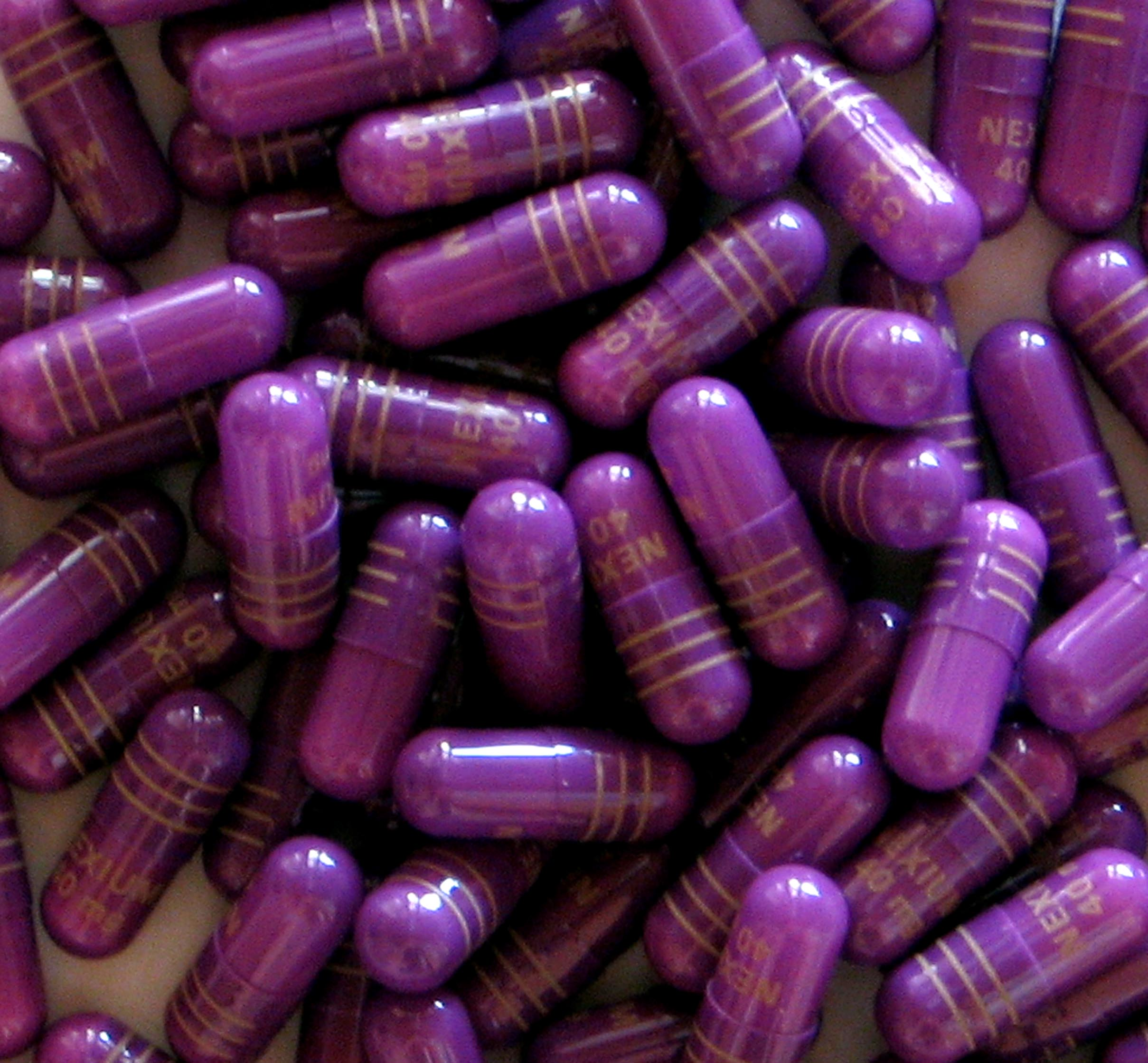
Nexium膠囊

埃索美拉唑（英語：Esomeprazole）是氫離子幫浦阻斷劑，商品名為耐適恩（英語：Nexium，又译“耐信”）；由阿斯利康研發並在瑞典上市。用於治療消化不良、消化性潰瘍、胃食管反流病及柔林格症候群（Zollinger-Ellison syndrome）。

## 副作用
長期使用氫離子幫浦阻斷劑的研究很少。然而2017年7月3日由美國華盛頓大學醫學院（Washington University School of Medicine）發表在BMJ Open期刊的研究報告指出若是長期服用(一年以上)，恐有死亡風險增加的疑慮。研究人員共收集分析2006年10月到2008年9月期間275,933名服用PPI患者的醫療記錄，同時記錄往後5年期間的死亡人數。
發現長期使用PPI會導致像是維生素B12缺乏、腎臟疾病、困難梭狀芽孢桿菌感染腹瀉、低血鎂、骨折、心血管疾病、失智症都有潛在不明機制的關聯度。例如服用兩年PPI的患者，會比常人增加65%維生素B12缺乏的風險。出現腎衰竭的機率會比常人高出96%(約一倍)，但總體機率還是不高所以無法論斷詳細機制，可能與體質和生活習慣等綜合作用有關。2016年2月德國波恩神經退行性疾病研究所(Center for Neurodegenerative Diseases, Bonn)發表於JAMA Neurology的一項研究7.4萬名75歲以上銀髮族的醫療紀錄，發現其中2950人連續服用PPI超過18個月，與對照組相比這些銀髮族罹患失智症的比例似乎增加了44%。
另一篇2012年1月31日發表於英國醫學期刊(BMJ)的報告，團隊收集近8萬名更年期婦女資料，追蹤八年時間統計資料後發現，長期服用PPI之更年期女性，發生髖關節骨折的風險較未服用者增加35%；如又有抽菸習慣則髖關節骨折風險比常人增加到50%。這些長期食用PPI導致隱性似乎有關連的副作用，逐漸引起醫學界注意但尚未有確定結論，但現階段醫師只能建議如果能用飲食改變與作息解決胃酸問題的人就儘量少用PPI。

## 外部連結
- Nexium official site （页面存档备份，存于）
- Details for Nexium （页面存档备份，存于）
- Esomeprazole strontium site
- U.S. National Library of Medicine: Drug Information Portal - Esomeprazole （页面存档备份，存于）